# 岸和田市立城内小学校
岸和田市立城内小学校（きしわだしりつ じょうないしょうがっこう）は、大阪府岸和田市にある公立小学校である。2012年（平成24年）現在の児童数は794名である。

## 沿革
- 1902年（明治35年）4月1日 - 岸和田村尋常小学校創立。
- 1923年（大正12年）2月1日 - 岸和田市城内尋常小学校と改称。
- 1940年（昭和15年）10月1日 - 岸城町より南上町（現在地）へ移転。
- 1947年（昭和22年）4月1日 - 岸和田市立城内小学校と改称。